# Acidosasa notata
Acidosasa notata là một loài thực vật có hoa trong họ Hòa thảo. Loài này được (Z.P.Wang & G.H.Ye) S.S.You mô tả khoa học đầu tiên năm 1993.